# A Cuppa Tea and a Lie Down
A Cuppa Tea and a Lie Down es el primer álbum debut y álbum debut de la banda neozelandésa de rock: Able Tasmans. Fue lanzado en 1987 por Flying Nun Records.
El lanzamiento en formato CD del álbum contiene pistas extras del EP: The Tired Sun y sencillos variados.

## Sonido
El sonido del álbum tiene una representación del origen del grupo en Nueva Zelanda, y que tiene diversos estilos como el indie rock, indie pop, jangle pop, rock alternativo y el post-grunge, también con algunos elementos del art rock, folk rock, folk pop, neo-psicodelia, experimental y del piano en sus composiciones.

## Lista de canciones
Todas las canciones escritas y compuestas por Able Tasmans . 
| A Cuppa Tea and a Lie Down |                             |          |  |
| N.º                        | Título                      | Duración |  |
| 1.                         | «Inside the Modern»         | 01:56    |  |
| 2.                         | «What Was That Thing»       | 02:39    |  |
| 3.                         | «Little Hearts»             | 04:04    |  |
| 4.                         | «And Relax»                 | 02:36    |  |
| 5.                         | «Rainbow»                   | 07:11    |  |
| 6.                         | «I See Now Where»           | 02.06    |  |
| 7.                         | «And We Swam The Magic Bay» | 02:40    |  |
| 8.                         | «Fa Fa Fa Fa»               | 02:16    |  |
| 9.                         | «Sour Queen»                | 03:50    |  |
| 10.                        | «New Sheriff»               | 00:51    |  |
| 11.                        | «Virtues Asunder»           | 02:00    |  |
| 12.                        | «Evil Barbeque»             | 06:58    |  |
| 39:35                      |                             |          |  |

Los siguientes sencillos se hicieron su lanzamiento en formato CD en la remasterización en la cual algunos son del EP: The Tired Sun
- "Buffaloes (Remix)" - 05:00
- "Caroline" - 02:42
- "Patrick's Mother" (EP The Tired Sun) - 02:46
- "Rhyme For Orange" (EP The Tired Sun) - 03:30
- "Snow White Chook" (EP The Tired Sun) - 03:11

## Personal
Todos los sencillos, letras y composiciones fueron realizados por el grupo durante la realización del álbum.
- Graeme Humphreys - vocal, guitarra, teclados
- Peter Keen - vocal de apoyo
- Dave Tennet - guitarra
- Dave Beniston - bajo
- Jane Leggott - flauta
- Leslie Jonkers - órgano
- Stuart Greenway - batería

### Personal adicional
- Rozanne Worthington - pintura (diseño de la portada del álbum)